# Michele Peracchio
Michele Peracchio (Asti, 1768 – ...) è stato un avvocato e patriota italiano, prese parte ai moti rivoluzionari che diedero origine alla Repubblica Astese del 1797.

## Biografia
Nel luglio del 1797, dopo l'armistizio di Cherasco e la pace di Parigi, in seguito ai disordini che si svilupparono principalmente nel Piemonte meridionale, per la carestia e lo sproporzionato aumento dei prezzi dei generi di prima necessità, con i fratelli Giuseppe, Giovanni ed Alessandro, insieme ad altri astigiani, Michele Peracchio prese parte ai moti del 1797 nella città di Asti.
Il 22 luglio il sindaco di Asti, Giovanni Ruggero Piumazzo, dispose un'assemblea straordinaria dove deliberò che per fronteggiare l'emergenza ampliava il consiglio comunale a 40 elementi. Tra questi venne anche nominato Peracchio.
Fu considerato uno dei veri capi repubblicani.
Nel momento in cui il marchese Mazzetti di Frinco, con un gruppo di nobili e controrivoluzionari, con l'aiuto di molti contadini della provincia fedeli al re, riuscì ad organizzare una controffensiva e rientrare in città,
Peracchio con alcuni repubblicani, preso dalla paura e dallo sconforto si diede alla fuga.
Egli poté rimpatriare solamente alla caduta del governo savoiardo con l'arrivo dell'esercito francese repubblicano.
Nel dicembre del 1798, il generale francese Joseph Hélie Désiré Perruquet de Montrichard, nominò Peracchio membro del consiglio Comunale ed egli si distinse per un apprezzato discorso il 13 dicembre ai piedi dell'albero della libertà in piazza San Secondo.